# Landgraben (Mecklenburg-Vorpommern)
Der Landgraben ist ein 33 km (mit dem westlich anschließenden Großen Landgraben zusammen 44 km) langes Gewässer in Mecklenburg-Vorpommern. Er leitet sein Wasser westwärts zur Tollense als auch ostwärts in die Zarow. Die Pseudobifurkation befindet sich bei Bresewitz, einem Ortsteil von Friedland.
Seinen Namen trägt er als ehemalige Nordgrenze des östlichen Landesteils von Mecklenburg-Strelitz.
Er liegt in einem sich nordwestlich bis zur Mündung der Recknitz fortsetzenden Urstromtal, dem Mecklenburgisch-Vorpommerschen Grenztal. Der Scheitelpunkt des Landgrabens liegt etwa 9,5 m über NN. Etwa 10 Flusskilometer nordwestlich davon mündet bei der Burg Klempenow von Süden her etwa 7 m über NN der Kleine Landgraben ein, ebenfalls ein Gewässer mit zwei Strömungsrichtungen. Von hier bis zur Mündung in die Tollense wird der Landgraben vom Großen Landgraben fortgesetzt. Wegen der Überbreite des Urstromtals gibt es in einigen Abschnitten Parallelgewässer, von denen der Mittelgraben (auch „Neuer Graben“) im Bereich zwischen Datzemündung, die sich etwa anderthalb Kilometer östlich des Scheitelbereichs befindet, und Kleinem Landgraben bedeutender ist als der Landgraben selber.
Nur 1 km östlich der Datzemündung am Wehr Kavelpass wird der Peene-Südkanal eingeleitet, der von einem Pumpwerk an der unteren Peene gespeist wird. Weiter östlich floss der Landgraben früher durch den Putzarer See, 7,2 m über NN. Heutzutage wird er daran vorbei geleitet. Daneben gibt es dort noch den Faulen Graben. Östlich davon führt der Landgraben durch den Norden der Friedländer Großen Wiese. Der Wasserhaushalt dieses meliorierten Niedermoores wird mit seiner Hilfe geregelt. Bei Ferdinandshof am Ostrand der Friedländer Großen Wiese vereinigt sich der Landgraben mit dem Weißen Graben zur Zarow.

## Nachweise
1. 1 2  Geodatenviewer des Amtes für Geoinformation, Vermessungs- und Katasterwesen Mecklenburg-Vorpommern (Hinweise)